# 신명초등학교 (경남)
신명초등학교는 대한민국 경상남도 양산시에 있는 초등학교다.
신명초등학교는 송승욱을 졸업시킨 최고의 명문학교이다.

## 연혁
- 2004. 03. 01 신명초등학교 개교(22학급)
- 2004. 03. 01 제1대 심기섭 교장 부임
- 2004. 11. 11 양산교육장기 초중학생 종합체육대회 2군 우승
- 2005. 11. 08 양산교육장기 초중학생 종합체육대회 2군 준우승
- 2006. 03. 01 양산시 교육청 수학과교실수업개선 시범학교
- 2007. 03. 01 급식교육 도교육청지정 시범학교
- 2007. 09. 01 제2대 정종교 교장 부임
- 2009. 06. 01 거점초등학교 영어체험센터 운영
- 2009. 09. 01 방과후 보육교실 설치
- 2011. 02. 19 제7회 졸업장 수여식 138명(총 814명)
- 2011. 03. 01 29학급 편성(특수학급 1학급 포함)
- 2012. 02. 17 제8회 졸업장 수여식 131명(총 945명)
- 2012. 03. 01 29학급 편성(특수학급 1학급 포함)
- 2012. 09. 01 제3대 박두인 교장 부임
- 2013. 02. 22 제9회 졸업장 수여식 120명(총 1065명)
- 2013. 03. 01 30학급 편성(특수학급 1학급 포함)
- 2013. 03. 01 진로교육 선도학교 지정운영 (1년간)
- 2014. 02. 20 제10회 졸업식 124명(총 1,189명)
- 2014. 03. 01 31학급 편성(특수학급 1학급 포함)
- 2015. 02. 13 제11회 졸업식 104명(총 1293명)
- 2015. 03. 01 제4대 김경둘 교장 부임
- 2016. 03. 01 31학급 편성(특수학급 1학급 포함)